# Theodor Reuning
Theodor Reuning (* 19. Februar 1807 in Bingenheim, Hessen; † 3. August 1876 in Cunnersdorf bei Dresden) war ein deutscher Beamter für alle Bereiche der Landwirtschaft im Königreich Sachsen.

## Leben und Wirken
Reuning, Sohn eines Pfarrers, studierte von 1824 bis 1828 Rechtswissenschaft an der Universität Gießen. Während seines Studiums wurde er 1826 Mitglied des Corps Vandalia I. Er war nach seinem Studium im juristischen Staatsdienst, seit 1832 im Sekretariat des Landwirtschaftlichen Vereins Oberhessen und seit 1836 als Verwalter gräflicher Güter tätig. 1844 wurde er Geschäftsführer des Landwirtschaftlichen Hauptvereins des Königreichs Sachsen. In dieser Funktion hatte er wesentlichen Anteil an der Neustrukturierung der landwirtschaftlichen Organisationen in Sachsen. 1850 ernannte ihn die Sächsische Staatsregierung zum Generalsekretär der landwirtschaftlichen Vereine Sachsens und gleichzeitig zum Regierungskommissar für alle landwirtschaftlichen Angelegenheiten. Er wurde damit der maßgebende Entscheidungsträger für die Maßnahmen zur Förderung der sächsischen Landwirtschaft.
Durch sein konsequentes Eintreten für eine geregelte Fruchtfolgewirtschaft konnte Reuning zahlreiche Neuerungen in die Praxis des Landbaus einführen. Unter seiner Ägide nahm der Anbau von Futterpflanzen in Sachsen erheblich zu. Außerdem förderte Reuning den Anbau von Flachs und anderer, bisher wenig bekannter Kulturpflanzen. Große Aufmerksamkeit widmete er dem Meliorationswesen. Durch eine Vielzahl von Maßnahmen fördert er die Tierzucht und Tierhaltung. So motivierte er sächsische Tierzüchter, mit importierten Schweine- und Schafrassen aus England und Schottland Kreuzungsversuche durchzuführen. Maßgebend beteiligt war er auch an der Gründung der Landwirtschaftlichen Versuchsstation Möckern bei Leipzig im Jahre 1851.
Reuning war mit den neuen, für den Landbau wichtigen Erkenntnissen der Naturwissenschaften wohlvertraut. In Aufsätzen und mit mehreren Buchveröffentlichungen versuchte er, den Landwirten diese Erkenntnisse nahezubringen und ihnen konkrete Anleitungen zu geben, elementare naturwissenschaftliche Grundsätze in der Praxis umzusetzen. „Landwirt, lerne denken!“ war eine seiner Lieblingsäußerungen. Reuning war nicht nur Anhänger und Verbreiter der agrikulturchemischen Lehren Justus von Liebigs, er war auch eng mit Liebig befreundet. Beide haben einen regen Briefwechsel geführt. Diese Briefe, die erst nach Reunings Tod veröffentlicht wurden, gehören zu den wertvollsten Dokumenten in der Wissenschaftsgeschichte des Landbaus. Sie gewähren lehrreiche Einblicke in die „Sturm- und Drangperiode“ der Agrikulturchemie und vermitteln ein lebendiges Bild über die Zeit- und Streitfragen dieser ereignisreichen Epoche.
1867 wurde er in den konstituierenden Reichstag des Norddeutschen Bundes gewählt.
Aus gesundheitlichen Gründen musste Reuning 1869 sein Amt als Generalsekretär niederlegen. Bis zu seinem Tode blieb er jedoch noch Regierungskommissar für die landwirtschaftlichen Versuchsstationen in Sachsen. Für seine Verdienste um die Landwirtschaft wurden ihm mehrere Orden verliehen. Die Philosophische Fakultät der Universität Leipzig ernannte ihn 1855 zum Ehrendoktor. Das Kuratorium der Liebig-Stiftung verlieh ihm 1871 die Goldene Liebig-Medaille, seinerzeit die höchste Auszeichnung für Förderer der Landwirtschaft in Deutschland. Der Text der Verleihungsurkunde charakterisiert sein Lebenswerk mit den Worten: „Sie sind in rastlosem Eifer und unermüdlicher Ausdauer viele Jahre hindurch bemüht gewesen, den wissenschaftlichen Grundsätzen der Landwirtschaft praktische Geltung zu verschaffen. Sie haben im Kampfe gegen Vorurteil und Unkenntnis die Fahne des wissenschaftlichen Fortschritts stets hochgehalten und vorgetragen. Sie sind nicht müde geworden, der durch wissenschaftliche Forschung errungenen Wahrheit immer neue Wege in der Praxis zu bahnen.“

## Schriften (Auswahl)
- Die Entwicklung der sächsischen Landwirthschaft 1845–1854. Dresden 1856.
- Justus von Liebig und die Erfahrung. Ein Beitrag zur Düngerfrage. Dresden 1861.
- Landwirthschaftliche Briefe über England. Dresden 1862.
- Mittel und Wege zur weiteren Förderung der sächsischen Landwirthschaft. Dresden 1873.